# Catedrala Adormirea Maicii Domnului din Giurgiu
Catedrala Adormirea Maicii Domnului din Giurgiu este o biserică episcopală din municipiul Giurgiu, datând din anul 1852 și clasată ca monument istoric, cod LMI GR-II-m-B-14864.

## Istoric
După eliberarea cetății Giurgiului și a orașului de sub stăpânire otomană, creștinii au cerut generalului Kisselef permisiunea de a le fi cedată piatră din zidurile cetății, pentru construirea din nou a bisericii, cererea fiind aprobată în 1832.
Clădirea a servit inițial ca biserică parohială. O inscripție din 1859, scrisă în alfabetul chirilic, menționează că o biserică subterană cu același hram a fost construită pe același loc în 1806, deoarece în acea perioadă Giurgiul era parte a Imperiului Otoman, stat ale cărui autorități nu permiteau construcția bisericilor supraterane. Biserica actuală a fost construită între 1840 și 1852, după ce Giurgiul a fost retrocedat Țării Românești.
Catedrala a fost sfințită pentru prima dată în anul 2010, sub păstorirea întâiului episcop al Giurgiului, PreaSfințitul Părinte Dr. Ambrozie, care a finalizat lucrările de pictură și renovare a clădirii, cu mare sobor de arhierei, în frunte cu Patriarhul Bisericii Ortodoxe Române, Părintele Patriarh Daniel.

## Legături externe
- ro  Catedrala din Giurgiu, pe site-ul crestinortodox.ro